# Informační kanál
Informační kanál (v anglickém originále Conduit) je čtvrtá epizoda první série amerického sci-fi seriálu Akta X. Premiéru měla na televizní stanici Fox 1. října 1993. Scénář napsali Alex Gansa a Howard Gordon, epizodu režíroval Daniel Sackheim. V epizodě se objevila Carrie Snodgress jako matka unesené Ruby.
Hlavními postavami seriálu jsou zvláštní agenti FBI Fox Mulder (David Duchovny) a Dana Scullyová (Gillian Andersonová), kteří pracují na případech spojených s paranormálními jevy, tzv. Akty X. V této epizodě Mulder a Scullyová vyšetřují možný mimozemský únos mladé dívky. Také zjistí, že pohřešovaná dívka má mladšího bratra, který je schopen přijímat satelitní přenos a jej do znaků. Její matka také již byla svědkem setkání s UFO před dvaceti lety. Mulder vycítí podobnost s případem a zážitkům ze svého dětství, když jeho mladší sestra Samantha byla unesena ze svého domova.
Epizoda je, i když nepřímo svázaná se sériemi Mytologie epizod seriálu Akta X. Poskytuje více informací o tom, jak byla Mulderova mladší sestra Samantha Mulder unesena jako dítě. Epizoda byla natočena v Britské Kolumbii u jezera Buntzen, které se v epizodě objevilo jako jezero Okobogee.

## Dějová linie
V kempu u jezera Okobogee ve městě Sioux City v Iowě je Darlene Morris svědkem záblesků, které jsou doprovázeny chvěním obytného vozu. Když z něj vyjde ven, uvidí svého syna Kevina. Kevin tvrdí, že jeho dospívající sestra — Ruby, byla unesena.
Ve Washingtonu šéf oddělení FBI Scott Blevins informuje Danu Scullyovou, že si Fox Mulder požádal o zálohu na cestu do Sioux City jak pro něj, tak i pro Scullyovou. Poté ukazuje Blevins Scullyové složku Akt X Mulderovy sestry Samanthy, která se ztratila podobně jako Ruby Morris. Fox Mulder ukazuje na již dříve vydaný článek, kde figuruje jméno Darlene Morris. Dále vysvětluje, že jezero Okobogee bylo dějištěm řady pozorování UFO v roce 1967. Darlene Morris — členka skautského oddílu Girl Scout byla jedním ze svědků.
Když Mulder a Scullyová docestují do Iowy a setkají se s rodinou Morrisových, Mulder pozoruje Kevina, který na kus papíru zapisuje binární kód; Kevin tvrdí, že přichází ze šumějící televizní obrazovky. Po předložení Kevina kódu pro analýzu se agenti setkávají s místním šerifem, který jim řekne, že Ruby byla mladistvá delikventka, která pravděpodobně utekla. Také se setkají s mladou ženou — Tessou, která říká, že Ruby otěhotněla a plánovala utéct se svým přítelem — Gregem Randallem. Agenti nejsou schopni najít Grega v baru, kde pracuje. Nicméně jeho šéf jim řekne o UFO aktivitě u jezera Okobogee.
Kevin kód byl odkryt a je součástí satelitního přenosu ministerstva obrany. Agenti NSA prohledali domácnost Morrisových, kde hledali jinou dokumentaci, která by mohla údajně ohrozit národní bezpečnost. Poté, co jsou Morrisovi vzati do vazby, Mulder zkoumá ohořelou střechu jejich přívěsu, což ho pobízí na cestu k jezeru Okobogee. Tam agenti objeví písek přeměněný na sklo a spálené vrchy stromů, což naznačuje přítomnost masivního zdroje tepla. Po setkání s některým z bílých vlků, Mulder a Scullyová nachází v mělkém hrobě Gregovo tělo.
U něj v peněžence najdou poznámku, která nakonec vede Scullyovou a Muldera k závěru, že to byla Tessa, ne Ruby, která byla těhotná. Vyslýcháním se Tessa přizná, že zabila Grega, ale také říká, že u jezera Okobogee té noci Ruby nebyla. Mulder a Scullyová se vrátí do domu Morrisových a zjišťují, že je opuštěný. Objeví kousky papíru, na kterých je binární kód ležící na podlaze v obývacím pokoji. Po výstupu schodů zjistí, že papíry položené na podlaze tvoří obraz Rubyiny tváře. Agenti se vrátit k jezeru Okobogee, kde najednou Darlene v nedalekém lese. Po zjištění, že Kevin utekl se za ním Malder vydá. Kevin jde za světlem, ale najdenou ze světla vynoří motorkářský gang a Malder pospíchá, aby Kevina zachránil. Poté nedaleko Scullyová objeví Ruby.
Ruby je poté ukázána na nemocničním lůžku, s Kevinem po jejím boku. Když se ji agenti zeptají ohledně toho, co zažila, říká, že byla unesena nejmenovanou skupinou, ale nic víc neřekne. Darlene také odmítá dále spolupracovat, protože již nechce, aby si tím Ruby zatěžovala hlavu. Zpátky ve Washingtonu Scullyová vyslechne pásku hypnotických sezení, ve kterých si Mulder vzpomene na noc, kdy jeho sestra zmizela. Mulder mezitím sedí v kostele, pláče a se dívá na obraz jeho sestry.